# Династія Ротшильдів (фільм)
«Династія Ротшильдів» (англ. The House of Rothschild) — американський біографічний історичний фільм режисера Альфреда Веркера 1934 року.

## Сюжет
Історія заснування відомої династії Ротшильдів, яка починається в будинку Маєра Ротшильда, що заснував свій власний скромний бізнес, який незабаром розрісся до небувалих розмірів, таких, що п'ятеро спадкоємців Маєра спонсорували війну проти Наполеона, і все це — попри упередження, що панували в ті часи проти євреїв.

## У ролях
- Джордж Арлісс — Маєр Ротшильд / Натан Ротшильд
- Борис Карлофф — граф Ледрентз
- Лоретта Янґ — Джулі Ротшильд
- Роберт Янг — капітан Фіцрой
- С. Обрі Сміт — герцог Веллінгтон
- Артур Байрон — Берінг
- Гелен Вестлі — Гудула Ротшильд
- Реджинальд Оуен — Герріес
- Флоренс Арлісс — Ханна Ротшильд
- Алан Маубрей — принц Меттерніх
- Герберт Голмс — Ровет
- Пол Гарві — Соломон Ротшильд
- Іван Ф. Сімпсон — Амшель Ротшильд
- Ноель Медісон — Карл Ротшильд
- Мюррей Кіннелл — Джеймс Ротшильд